# Barbarito Torres
 (juin 2020).
Si vous disposez d'ouvrages ou d'articles de référence ou si vous connaissez des sites web de qualité traitant du thème abordé ici, merci de compléter l'article en donnant les références utiles à sa vérifiabilité et en les liant à la section « Notes et références ».
Barbaro Alberto "Barbarito" Torres Delgado, né en 1956 à Matanzas, est un joueur cubain de laùd (laudista), petit instrument à 12 cordes qui ressemble à un luth.

## Carrière
Il commence sa carrière professionnelle à 14 ans, se produisant avec une variété d’orchestres.
Il a joué avec tous les grands noms de la musique cubaine, le compositeur-guitariste Leo Brouwer, le pianiste Papo Lucca, le chanteur de salsa vénézuélien Oscar d'Leon et Buena Vista Social Club. Pendant son solo sur El Cuarto de Tula, Eliades Ochoa a dit “¡Se volvió loco Barbarito!” (Barbarito est devenu fou !).
Barbarito est également professeur de musique.
En 1998, il est l'invité de Maraca sur l'album Sonando.